# Kuskokwim River
Der 1165 Kilometer lange Kuskokwim River ist ein großer Fluss im Südwesten des US-Bundesstaats Alaska.

## Name
Die Bezeichnung der Ureinwohner Alaskas für den Fluss wurde 1818 von Ustiugow in Erfahrung gebracht und 1826 von Leutnant Sarichew von der Kaiserlich Russischen Marine als Ryka Kuskokvim veröffentlicht. Der Name der Tanana für den Fluss war Chin-ana, er ist jedoch heute am Aussterben und wird nur noch von alten Indianern benutzt.
In der Sprache der Central Alaskan Yup'ik heißt der Fluss Kusquqvak. Der Name bezeichnet ein großes, sich langsam bewegendes „Ding“.

## Geographie

### Verlauf
Der Fluss entsteht etwa acht Kilometer östlich von Medra durch den Zusammenfluss von North Fork Kuskokwim River (Dichinanek') und East Fork Kuskokwim River (Ch'idotl'ułno'), an der Nordflanke der in Zentralalaska liegenden Alaskakette, entwässert große Teile des nördlich dieser Bergkette gelegenen Landesinneren und entleert sich an der Westküste im Yukon-Kuskokwim-Delta, einem der größten Flussdeltasysteme der Erde, in das Beringmeer. Mit Ausnahme der Quellflüsse ist der Fluss auf seinem gesamten Lauf flach und breit. Er ist der längste durch keine Staudämme geregelte Fluss in den Vereinigten Staaten.
Weitere Quellarme des Kuskokwim River, die weniger Kilometer abstrom seiner Entstehung auf ihn treffen sind Middle Fork Kuskokwim River und South Fork Kuskokwim River (Edzeno'). Dem Middle Fork fließt kurz vor dessen Mündung von rechts der Windy Fork Middle Fork Kuskokwim River (Tohwdechohno') und von links der Big River zu.
Die Hauptroute des Iditarod Trails folgt der South Fork des Kuskokwim aus der Alaskakette und überquert den Fluss bei McGrath.

### Hydrologie
Der Kuskokwim River liegt mit einer Abflussmenge von 1900 m³/s an neunter Stelle der Flüsse in den Vereinigten Staaten und mit einem Einzugsgebiet von 124.000 km², knapp 10 % der Landfläche Alaskas, an der siebzehnten. Er ist auch der längste Fluss in den Vereinigten Staaten, der vollständig innerhalb eines Bundesstaates verläuft, gefolgt vom Trinity River in Texas, der rund 23 km kürzer ist.

## Nebenflüsse
Der Fluss hat eine Reihe von wichtigen Nebenflüssen, meist aus dem Süden Unter ihnen sind der Big River, der etwa 30 km südwestlich von Medfra mündet. Am südlichen Ende der Kuskokwim Mountains vereinigen sich auch Swift, Stony und Holitna River mit dem Fluss, bevor dieser in die Küstenebene austritt. Er nimmt bei Aniak auch den Aniak River auf. Etwa 30 km flussaufwärts von Bethel münden Kisaralik und Kwethluk River. Der Eek River vereinigt sich westlich von Eek mit einem Flussarm des Kuskokwim River. Der Eenayarak River, früher ein Nebenfluss des Eek River, fließt heute direkt in den Kuskokwim River.